# Koszt jawny
Koszt jawny – w przeciwieństwie do kosztu ukrytego, jest ponoszony bezpośrednio przez jednostkę. Przykładem takiej formy kosztu jest np. płaca, materiały. Koszt jawny jest kosztem alternatywnym firmy, ponieważ pieniądze przeznaczone na płace czy materiały mogą sfinansować inny cel.